# 大分市立金池小学校
大分市立金池小学校（おおいたしりつ かないけしょうがっこう）は、大分県大分市金池町三丁目にある公立小学校。

## 概要
大分市中心部にあり、校区の多くを商業地、住宅地が占める。中心部のドーナツ化現象による人口流出のため、児童数は減少傾向にあったが、大分駅の高架に伴う区画整理による駅周辺の開発によって増加に転じた。
同校及び長浜小学校の2つの小学校区は、上野ヶ丘中学校の校区となっており、卒業生の多くは同中学校に進学する。
1887年（明治20年）に大分郡内で唯一の高等小学校として創立され、その後も校歌にも歌われるように「第一」の名を持つ大分第一尋常高等小学校であったという歴史から、金池小出身であることに矜持を持つ卒業生も多い。

## 沿革
- 1887年（明治20年）6月16日 - 大分郡総町村組合立大分郡高等小学校として創立、長池町で仮開校式
- 1887年（明治20年）10月26日 - 開校式
- 1888年（明治21年）1月 - 大分郡総町村組合立大分高等小学校となる
- 1908年（明治41年）4月 - 大分町立大分第一尋常高等小学校となる
- 1911年（明治44年）4月 - 大分市の市制施行に伴い大分市立大分第一尋常高等小学校となる
- 1924年（大正13年）4月 - 大分市立金池尋常高等小学校となる
- 1933年（昭和8年）4月 - 大分市立金池尋常小学校となる
- 1941年（昭和16年）4月 - 金池国民学校となる
- 1947年（昭和22年）4月 - 大分市立金池小学校となる
- 1949年（昭和24年）4月 - 大分市立金池幼稚園を併設
- 1951年（昭和26年）4月 - 長浜小学校創立に伴い校区分離

## 通学区域
金池町一丁目～五丁目、要町、金池南一丁目・二丁目、上野町、上野丘一丁目・二丁目、上野丘東、上野丘西の一部、元町、府内町一丁目、大手町一丁目、桜ケ丘、顕徳町一丁目～三丁目（三丁目3番を除く）、六坊北町、六坊南町、三芳の一部、永興の一部、古国府の一部、大分の一部、上野の一部

## 交通
- 鉄道：JR九州日豊・久大・豊肥本線大分駅から徒歩約10分
- バス：大分バス金池、コンパルホール前停留所下車

## 著名な出身者
- 赤瀬川原平 - 前衛美術家、芥川賞作家
- 礒崎陽輔 - 参議院議員（4年時に転出）[1]
- 岡崎郁 - 元プロ野球プロ野球選手、読売ジャイアンツ2軍監督
- 川口容資 - 元プロ野球投手
- 雪野恭弘 - 画家